# 増田足
増田足 （ますだあし）とは、増田徳太郎によって考案された、株価や外国為替のテクニカル分析に使われる指標。

## 概要
J・E・グランビルの移動平均線の考え方を進化させたトレンドフォロー型の指標。
3日足であれば、その日までの過去3日間の終値平均値が前日までの過去3日間の終値平均値を上回ればピンク、下回ればブルーに色分けし、足の長さで株価のエネルギーの強さを表す。
短期・中期・長期の３本の足の絡みによって株価の今後の変動を予測することが可能である。
この指標を使った株価チャートのソフトウェアが存在し、有限会社増田経済研究所が提供している。

## 関連本
- 増田徳太郎『下げ相場でも儲けられる「増田足チャート」必勝法！』実業之日本社（2009年6月19日）